# Ostrów Mazowiecka
Ostrów Mazowiecka (výslovnost  [ˈɔstruf ˌmazɔˈvʲjɛʦ̑ka]IPA, v jidiš אָסטרעווע‎, do roku 1926 jen Ostrów) je město v Polsku v Mazovském vojvodství, sídlo okresu Ostrów Mazowiecka a stejnojmenné vesnické gminy. V roce 2024 zde žilo 21 530 obyvatel a je tak 23. největším městem ve vojvodství.
V době existence Koruny polského království se jednalo o královské město. V letech 1975–1998 město administrativně patřilo k Ostrolenskému vojvodství.

## Poloha
Město se nachází v severovýchodní části Mazovského vojvodství. Leží přibližně 90 km od Varšavy a 95 km od Bělostoku.

## Obyvatelstvo

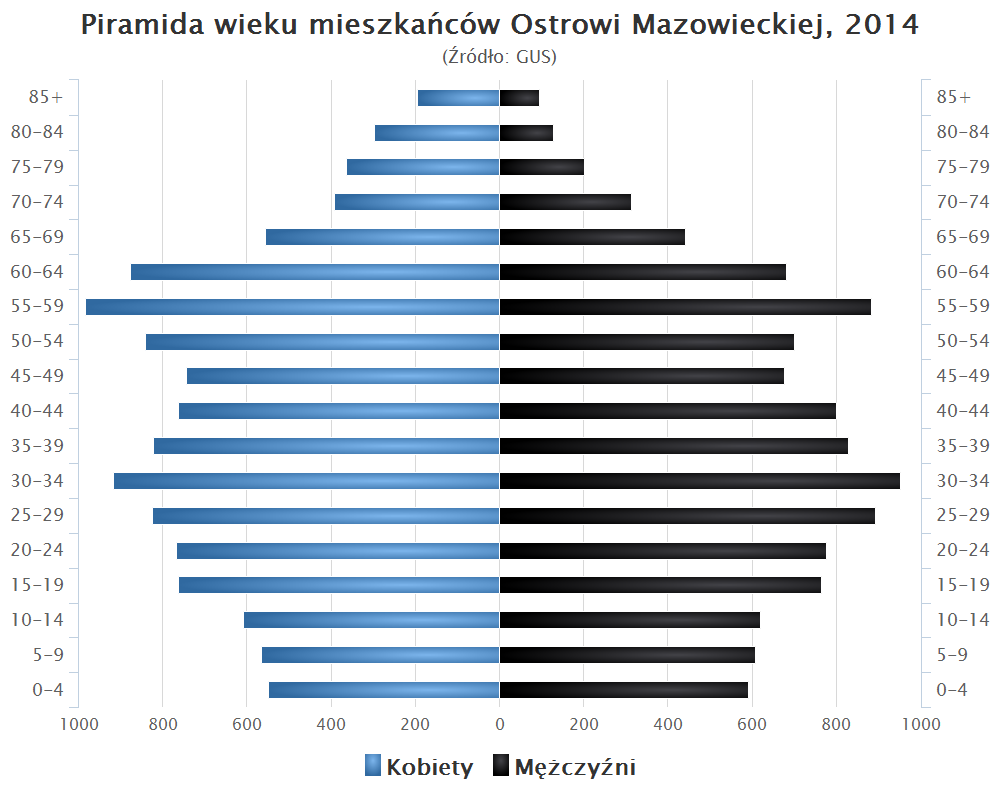
Věková pyramida z roku 2014, modře je zaznačena věková struktura žen, černě mužů

Podle všeobecného sčítání lidu z roku 1921 mělo město 13 425 obyvatel, z toho 6 551 bylo římskokatolického vyznání, 39 pravoslavného, 10 evangelického, 6 812 židovského a 13 bez vyznání. Dále se 7 991 obyvatel hlásilo k polské národnosti, 3 398 k židovské, 27 k ruské, 6 k rusínské, 1 k avarské, 1 k francouzské a 1 k lotyšské.
Podle údajů z roku 2004 ve městě žilo 23 486 obyvatel, z toho 11 689 žen a 11 797 mužů. Hustota zalidnění činila 1 017,9 obyvatel / km2.

## Partnerská města
- Brembate di Sopra, Itálie
- Izjaslav, Ukrajina
- Rjazaň, Rusko – spolupráce trvala od roku 2008 do 9. března 2022. Důvodem ukončení spolupráce byla ruská invaze na Ukrajinu, která začala 24. února 2022.